# Одмазда (ТВ филм)
„Одмазда” је југословенски ТВ филм из 1963. године који је режирап Здравко Шотра.

## Улоге
| Глумац              | Улога |
| ------------------- | ----- |
| Татјана Бељакова    |       |
| Миодраг Радовановић |       |